# Segellat per compressió
|  | No s'ha de confondre amb Estopada (armes). |

El  sistema de segellat per compressió , també anomenat segellat mitjançant Gland, permet realitzar el segellat d'algun tipus d'element (com ara: sensor de temperatura, cables, conductors, canonades, canons, cable de fibra òptica) quan l'element ha de passar a través d'una paret que reté un gas, líquid o material contaminant. Un sistema de segellat mitjançant compressió, pot tenir els següents objectius: 
- Evitar que l'element es desplaci empès pel diferencial de pressió que actua sobre ell.
- Evitar la fuita de gas o líquid a través de l'orifici en el qual està situat l'element
- En alguns casos proveeir aïllament elèctric a l'element respecte al material del recinte en què aquesta fixat.

A diferència d'un segell epoxy o una volandera de goma, un sistema de segellat per compressió, utilitza components mecànics i una força axial per comprimir un anell tou dins d'un allotjament creant així un segell. En contraposició un segell epoxi es forma mitjançant el bolcat d'un compost en un motlle o reservori per així generar un segell.

## Usos
Usos típics inclouen un recipient de pressió, autoclaus, tancs d'emmagatzematge, canonades, forns, o tot altre dispositiu en el qual cables o sensors hagin de passar des del costat interior a l'exterior d'un recipient o paret sobre la qual hi ha diferents pressions de cada costat o mitjans contaminants.